# Museu Joaquim Francisco do Livramento

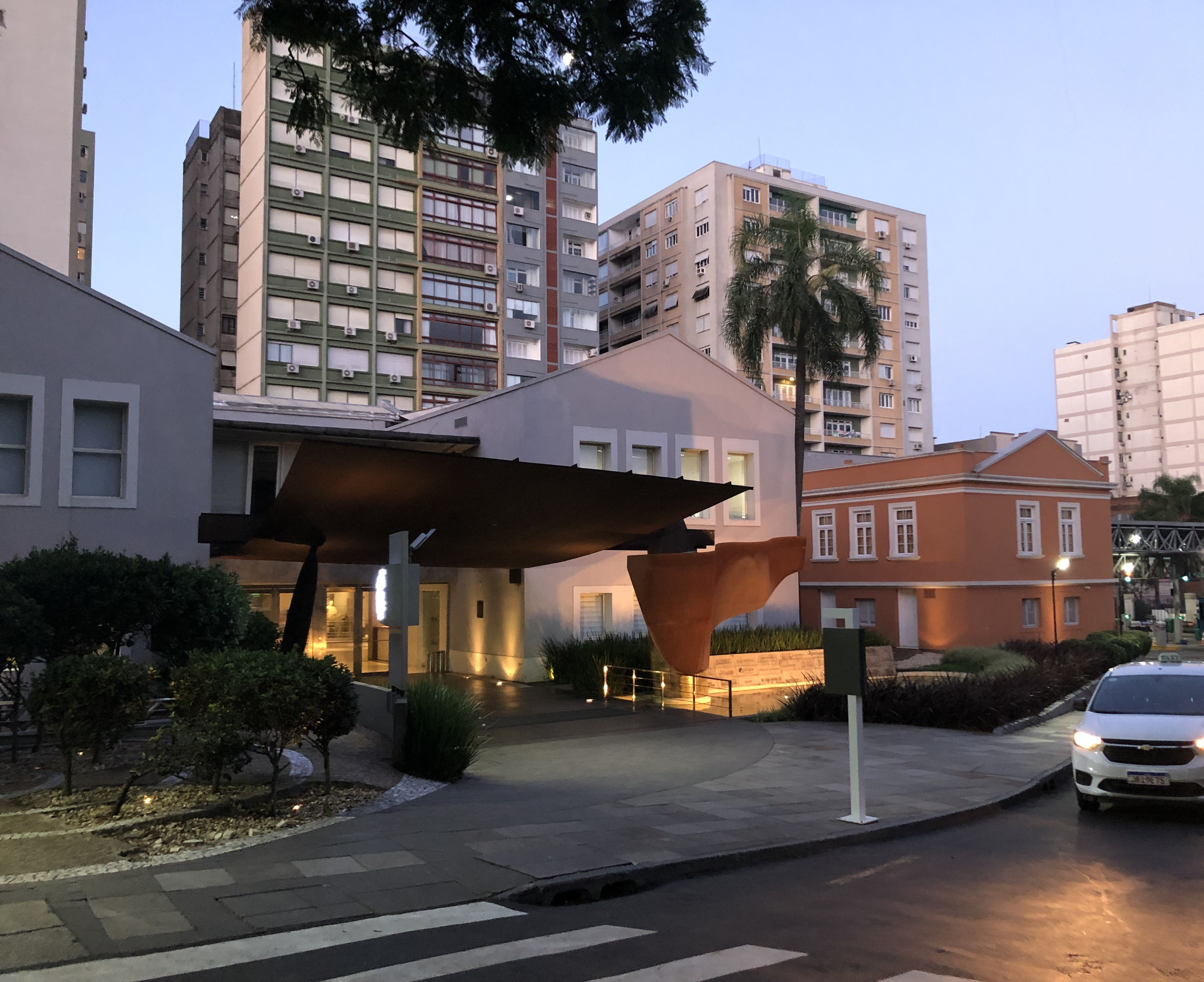
Entrada do Centro Histórico-Cultural Santa Casa, onde o museu foi instalado

O Museu Joaquim Francisco do Livramento é um museu privado brasileiro, criado em 1994 e inaugurado oficialmente em 2014, mantido pela Santa Casa de Misericórdia de Porto Alegre. É dedicado à preservação da história da instituição bicentenária que desde sua fundação vem prestando relevantes serviços à sociedade gaúcha. Seu acervo é uma importante fonte documental para a historiografia da cidade e do estado do Rio Grande do Sul, em particular na área da saúde.

## A Santa Casa

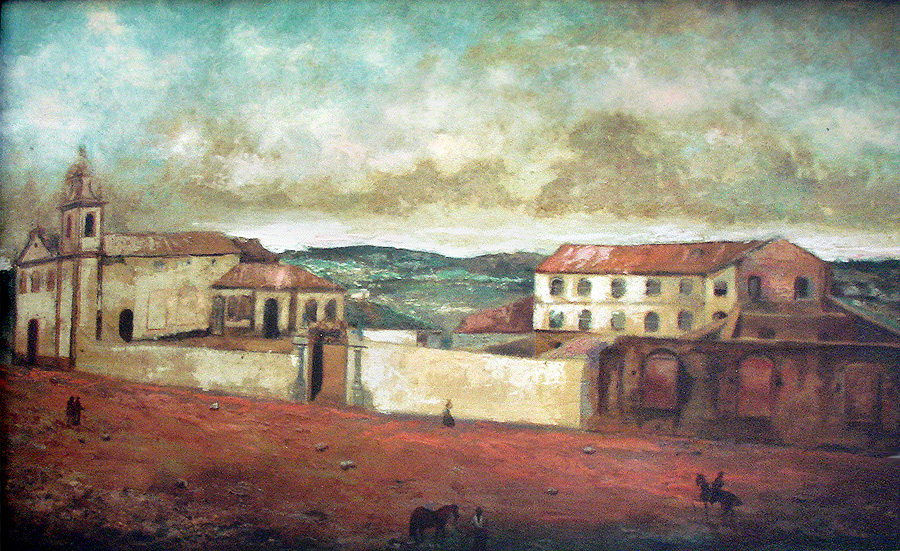
Os prédios primitivos da Santa Casa em torno de 1830

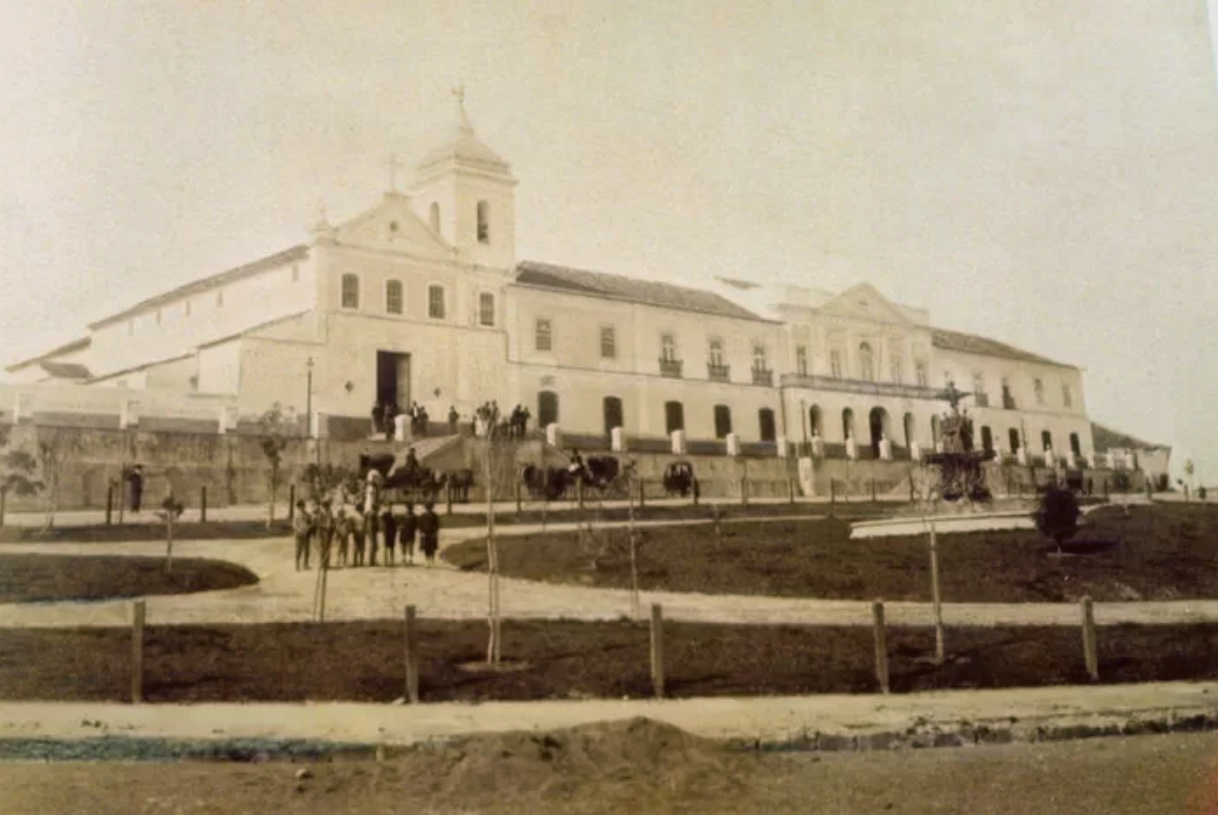
A Santa Casa em 1888

A Santa Casa de Misericórdia foi idealizada em 1788 pelo franciscano Irmão Joaquim Francisco do Livramento, e em sua homenagem o museu seria batizado. A ideia encontrou muitos obstáculos até sua materialização através de um Real Aviso expedido pelo Príncipe Regente Dom João em 14 de maio de 1803, autorizando sua fundação, atendendo a uma solicitação do Senado da Câmara de Porto Alegre. Vinculada ao Estado e à Igreja Católica, foi concebida em escala grandiosa demais para os poucos recursos disponíveis, e passariam muitos outros anos até entrar em pleno funcionamento. Em 1814 foi criada uma Irmandade mantenedora, e em 1822 seus estatutos receberam aprovação régia, após a conformidade com o Compromisso da Misericórdia de Lisboa, sendo inaugurada oficialmente em 1 de janeiro de 1826. Gradualmente expandiu suas instalações e foi a principal instituição de saúde e assistência social do estado ao longo de todo o século XIX, dava atendimento a pessoas vindas dos quatro cantos do Rio Grande do Sul, e teve parte ativa na criação da primeira Faculdade de Medicina gaúcha, cujos alunos estudaram em seu hospital até a fundação do Hospital de Clínicas.
Sua administração contou com personalidades eminentes e ser membro da Irmandade emprestava alto prestígio social. Além disso, pelo seu prestígio a Irmandade atraía a maior parte das doações filantrópicas da capital e desempenhava um destacado papel religioso, especialmente através das concorridíssimas procissões que homenageavam o Senhor dos Passos, o patrono da capela da Santa Casa, que ocupavam um lugar central nas celebrações da Semana Santa.
Em 1916, entrando em vigor o Código Civil, sua ligação direta com a Igreja foi terminada e passou a ser uma entidade de direito civil, direcionando então suas atividades exclusivamente para a área da saúde, e expandindo sua estrutura com a construção de vários pavilhões novos para hospitais, enfermarias e serviços. Em 1953 essa estrutura deu a base para a fundação da Faculdade Católica de Medicina, hoje a Universidade Federal de Ciências da Saúde, continuando a ser um hospital de ensino. Contudo, entre as décadas de 1960 e 1980, quando já tinha cinco hospitais sob sua direção, caiu em um período de grande confusão administrativa, que se refletiu no sucateamento das instalações e equipamentos, queda precipitosa na qualidade dos serviços, vultosas dívidas e intenso descrédito. Desta crise, que quase determinou seu fechamento, emergiu revigorada graças à profícua atividade do provedor o arcebispo Dom Vicente Scherer (1982-1992), chegando ao século XXI administrando nove hospitais que são referência de qualidade, tornando-se um dos principais complexos hospitalares do Brasil. Mantém ainda um cemitério histórico com valioso acervo de arte fúnebre e uma das mais antigas igrejas de Porto Alegre.
Segundo Vera Lúcia Barroso, "pode-se afirmar, sem dúvida, que todas as famílias do Rio Grande do Sul tiveram um parente, amigo ou conhecido que passou pela Misericórdia da capital como paciente em busca de sua assistência ou como visitante, realizando avaliação da saúde, ou talvez tendo sido sepultado em seu cemitério. [...] A Misericórdia de Porto Alegre representa um patrimônio, um bem do passado e do tempo presente da cidade e do Rio Grande do Sul, cujas histórias são indissociáveis".

## O museu

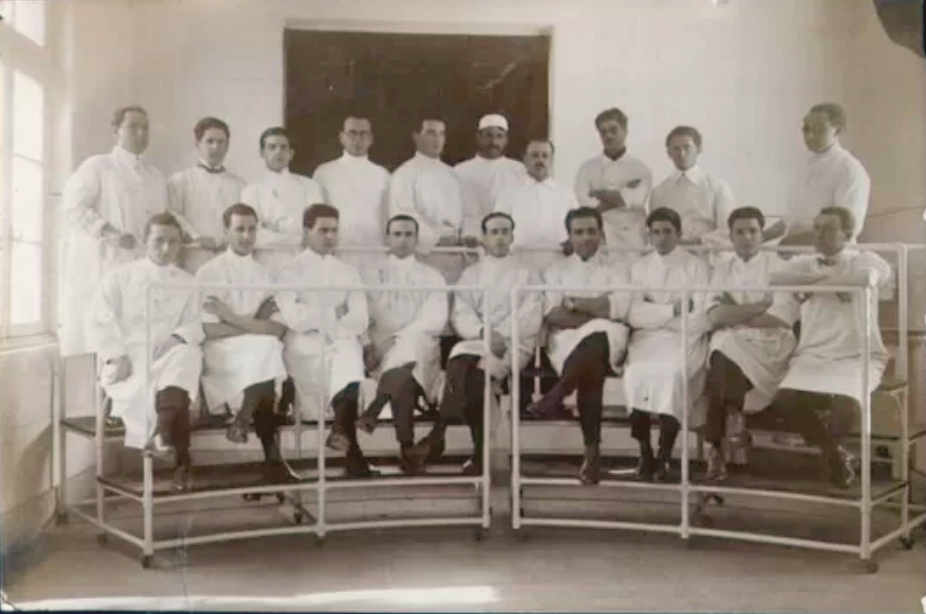
Da coleção fotográfica: Otacílio Rosa, médico da Santa Casa e professor da Faculdade de Medicina, com uma turma de alunos em 1925

O museu foi idealizado pelo Centro de Documentação e Pesquisa da Santa Casa (CEDOP), criado em 1986 durante a gestão Scherer, a partir do entendimento de que o resgate e preservação da memória institucional seria um importante alicerce para sua reestruturação. Nas palavras de Barroso, 
"Estava bem claro para a administração que assumia, naquela altura, que uma condição fundamental para se efetivar a ressurreição da Santa Casa seria a de que a comunidade interna que nela trabalhava se apropriasse do passado institucional, para nela reconhecer-se como protagonista a partir da compreensão do significado do lugar em que atuava. [...] Por isso, urgia conhecer a história da Santa Casa para dela apropriar-se e buscar sustentação e impulso para a sua virada, para a sua mudança. E mais: essa compreensão larga sobre o significado patrimonial da Misericórdia deveria ser estendida para toda a comunidade externa: a sociedade regional. [...] Dito de outra forma, o que já se insistiu em afirmação é que a ideia de pertença e responsabilidade coletiva pela ressurreição institucional, tomada como bem do passado, foi alicerce dos atos e do exercício de gestão que alavancaram o rumo de respeito e reconhecimento da Misericórdia como patrimônio".
Contando com uma equipe de historiadores, sociólogos e arquivistas, o CEDOP passou seus primeiros anos identificando e recolhendo um vasto acervo de objetos e documentos disperso pelas dependências da Santa Casa, delimitando três grandes setores do acervo — arquivístico, bibliográfico e museológico —, além de realizar obras para adaptação de espaços para seu funcionamento. Sua primeira reserva técnica foi o porão da Capela Nosso Senhor dos Passos, mas como ali não havia boas condições para a conservação da coleção, ela foi pouco depois transferida para o Pavilhão Centenário, e em seguida para o Hospital São Francisco.
O museu foi criado em 16 de dezembro de 1994, sendo instalado precariamente em duas pequenas salas, uma destinada à reserva técnica, e outra para exposições. Nesse período inicial, as atividades do museu se resumiam à organização de seminários e pequenas exposições informais. Em 1998 teve início o processo de inventariamento, classificação e tombamento das peças. Também iniciaram nesta época as tratativas para recuperação da coleção de retratos de Irmãos Beneméritos que se encontrava cedida para o Theatro São Pedro, que levariam vários anos até serem concluídas. Em 2003 foi decidida a ampliação das estruturas físicas do CEDOP, e para isso foi reformado um conjunto de oito casas geminadas anexas à Santa Casa, construídas no início do século XIX para gerar renda através de seu aluguel, e então já arruinadas e desabitadas, dando origem ao Centro Histórico-Cultural Santa Casa, que passou a gerenciar o museu, o arquivo, a biblioteca e os outros equipamentos culturais da Santa Casa.

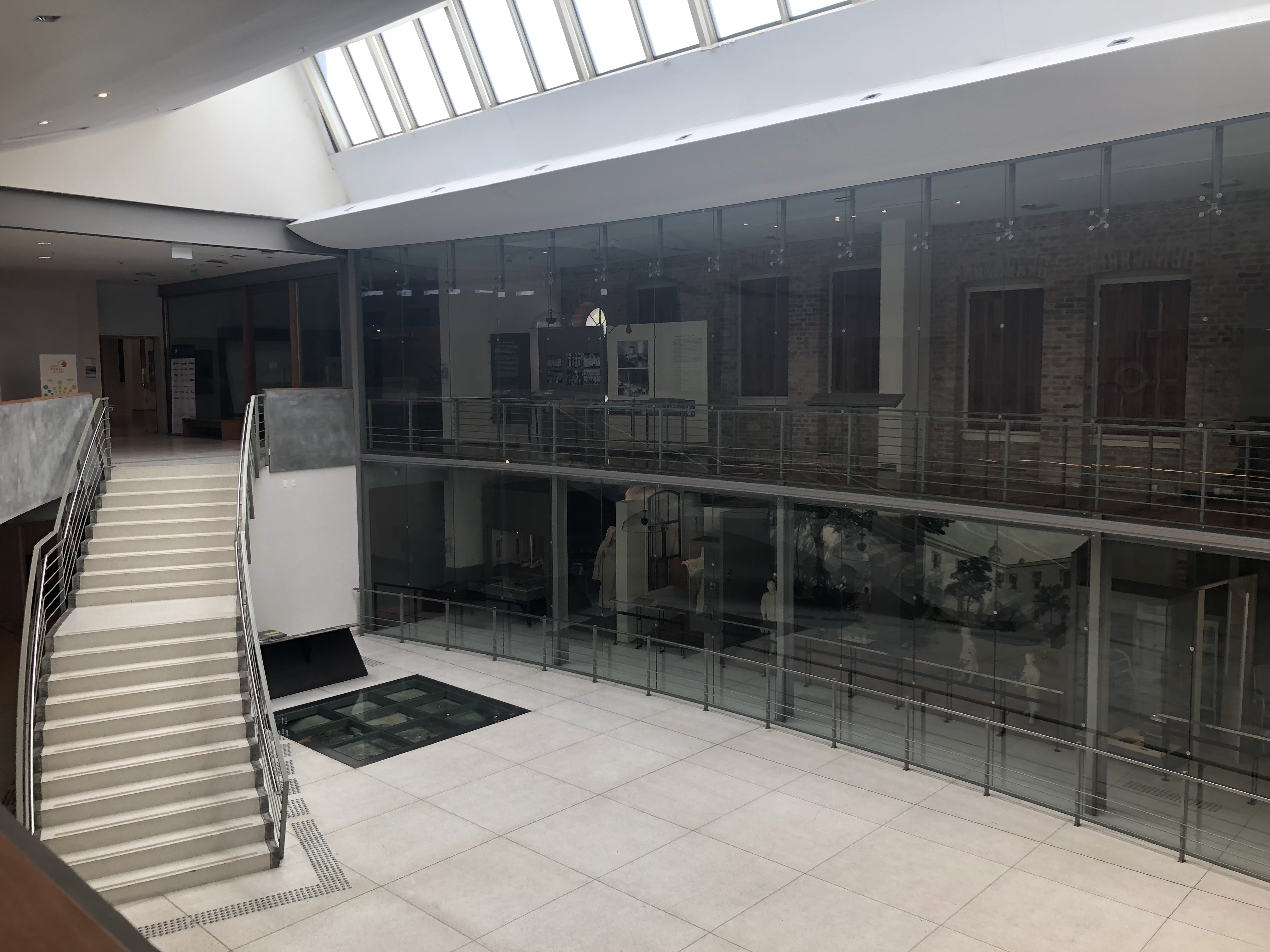
Detalhe do saguão do Centro Histórico-Cultural, sendo visível parte da exposição permanente Fragmentos de uma História de Todos Nós

O sistema de catalogação usado inicialmente foi aprimorado em 2009, em 2010 foi inaugurada a classificação por tipologia, o museu foi instalado no Centro Histórico-Cultural, foi criada uma nova reserva técnica e foi iniciado um plano de restauro dos objetos danificados, e em 2011 todas as catalogações antigas, já obsoletas, foram revisadas e atualizadas. Neste mesmo ano o museu apresentou ao público uma primeira seleção do acervo na grande mostra permanente Fragmentos de uma História de Todos Nós, que oferece um variado painel da história da Santa Casa, e em 2012 instituiu um programa de gestão de acervo, possibilitando agilizar o processo de catalogação e informatização de dados.
Abriu ao público oficialmente em 5 de junho de 2014, na inauguração do Centro Histórico-Cultural. Em 2016 foi lançado um projeto de acessibilidade, voltado para o público com deficiências visuais ou auditivas, e em 2017 foi finalizado o Plano Museológico, ferramenta essencial para uma boa administração, traçando um amplo diagnóstico da instituição, identificando pontos fortes a serem explorados e deficiências a serem sanadas, e delineando seu perfil e suas linhas de ação.
Além da sua exposição permanente e das exposições temporárias, o museu realiza um trabalho educativo oferecendo oficinas, palestras, visitas guiadas, cursos e caminhadas culturais para o público em geral, atividades especialmente direcionadas para grupos infanto-juvenis, acadêmicos e profissionais da saúde, além de manter intercâmbios com outras instituições. Pessoas com deficiências visuais e auditivas encontram objetos de toque e audioguias.

## Coleção

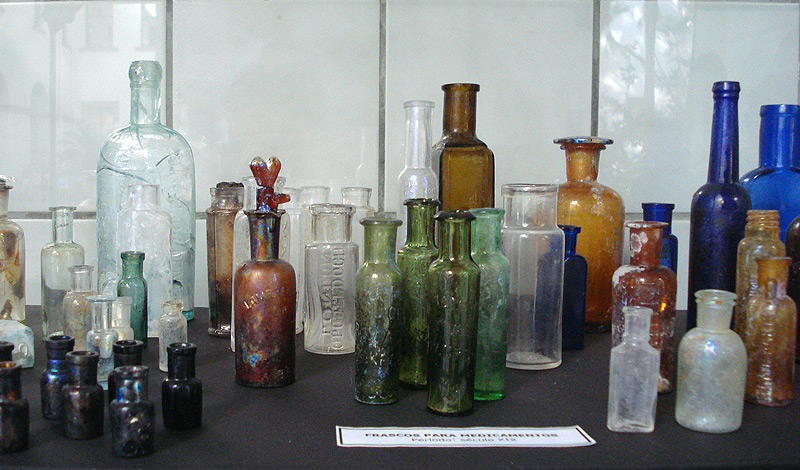
Frascos de medicamentos do século XIX no acervo do museu

Tem um acervo de cerca de 30 mil itens datados dos séculos XIX e XX, incluindo objetos ligados à saúde e à história da Santa Casa, como microscópios, balanças, instrumentos cirúrgicos e frascos de medicamentos, coleções de arqueologia, arte sacra, objetos litúrgicos, pinturas, gravuras, desenhos, fotografias, estatuária, documentos, mapas, indumentária, maquinário, utensílios, mobiliário, numismática e medalhística, vídeos e um banco de história oral, bem como coleções de médicos que passaram pelos quadros da instituição, com medalhas, diplomas, condecorações, objetos pessoais e outros itens. A Santa Casa prestou e presta relevantes serviços à sociedade gaúcha, seu acervo museológico está aberto a pesquisadores, e segundo Vera Lúcia Barroso, é impossível recompor a história de Porto Alegre e do Rio Grande do Sul, e em particular a história da saúde, sem recorrer ao valioso acervo de documentos e objetos que a instituição preserva.
Sendo a Santa Casa por muito tempo uma instituição vinculada à Igreja, e tendo uma capela própria, o acervo do museu guarda uma significativa coleção de arte sacra e objetos litúrgicos, incluindo paramentos do clero, alfaias, livros devocionais, missais, estatuária (incluindo estátuas de roca e estátuas articuladas), crucifixos, peças de presépio e raridades como um grupo de objetos de procissão, com bandeiras, varas de suporte para andores, cajados ornamentais, bastões dos provedores, indicativos da sua autoridade, e indumentária dos antigos oficiais da Irmandade. Segundo a pesquisadora Gabriela Carvalho da Luz, a coleção é importante para o estudo e conhecimento da arte sacra no estado do Rio Grande do Sul.
A sua coleção arqueológica foi reunida a partir das escavações realizadas nas bases do conjunto de casas onde foi instalado o Centro Histórico-Cultural e na lixeira histórica da Santa Casa. As escavações trouxeram à luz uma série de artefatos e fragmentos de variada natureza, documentando a cultura material das famílias que viveram naquelas casas, numa amostragem do passado urbano, e objetos e utensílios que eram usados nos hospitais e nas áreas assistenciais, tais como peças de cerâmica, louça e vidro, apetrechos de higiene pessoal, ossos de animais mortos para alimentação, talheres, frascos de medicamentos, peças devocionais e outros.

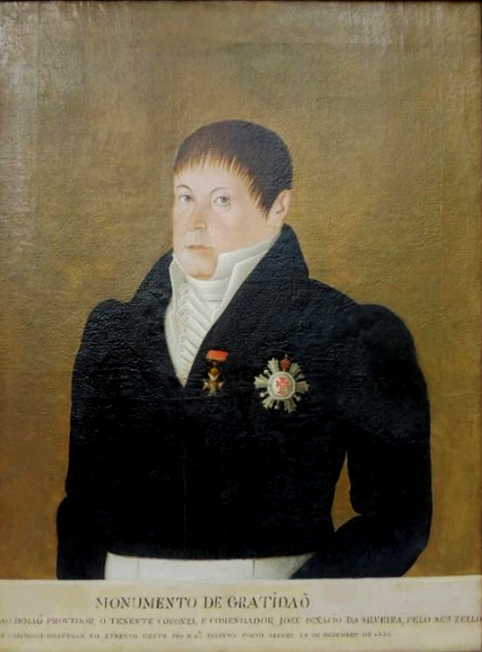
Retrato do provedor José Ignácio da Silveira, 1832

Também de grande importância é a coleção de 192 retratos de Irmãos Beneméritos da Santa Casa, que começou a ser formada em 1826, com retratos de expoentes da política, das forças armadas, do clero e da sociedade gaúcha, instalando as pinturas no seu Salão Nobre. A instalação de um retrato era um privilégio restrito aos benfeitores mais generosos e aos Irmãos mais dedicados, sendo um sinal de distinção pessoal; ao mesmo tempo, oferecia para os outros um modelo a ser seguido, e constituía uma estratégia para estimular a adesão de novos Irmãos. O Compromisso da Santa Casa previa que a Mesa Administrativa daria aos benfeitores "testemunho público e permanente, mandando levantar o seu retrato e colocá-lo na galeria a par dos outros benfeitores, não porque esta demonstração de gratidão interesse àqueles a quem se faz esta honra, mas pelo estimulo que deve inspirar nos outros irmãos, de que a Santa Casa muito pode esperar". A formação da coleção de pinturas estimulou o campo da retratística na capital, documenta uma prática memorialística, celebratória e consagratória de relevantes repercussões para a sociedade e os esquemas de poder e prestígio da época, é a mais rica documentação iconográfica sobre a elite porto-alegrense do século XIX e uma das mais importantes coleções de pintura do estado deste período.